# Donnersbergkreis
Huyện Donnersberg là một huyện (Kreis) ở trung bộ Rheinland-Pfalz, Đức. Các huyện giáp ranh là Bad Kreuznach, Alzey-Worms, Bad Dürkheim, Kaiserslautern, Kusel.
Huyện được lập năm 1969 thông qua việc hợp nhất các huyện Kirchheimbolanden và Rockenhausen.
Huyện này nằm quanh núi cao nhất Palatinate, núi Donners với độ cao 687 m trên mực nước biển.

## Huy hiệu
| Coat of arms | Cả hai huyện được hợp nhất thành huyện Donnersberg đều có một bánh xe trên huy hiệu, bánh xe này đã được đưa vào huy hiệu huyện hiện nay. Khu vực xanh là đỉnh núi Donners. |

## Thị xã và đô thị
| Verbandsgemeinden | Verbandsgemeinden | Verbandsgemeinden |
| --- | --- | --- |
| - 1. Alsenz-Obermoschel 1. Alsenz1 2. Finkenbach-Gersweiler 3. Gaugrehweiler 4. Kalkofen 5. Mannweiler-Cölln 6. Münsterappel 7. Niederhausen an der Appel 8. Niedermoschel 9. Oberhausen an der Appel 10. Obermoschel2 11. Oberndorf 12. Schiersfeld 13. Sitters 14. Unkenbach 15. Waldgrehweiler 16. Winterborn - 2. Eisenberg 1. Eisenberg1, 2 2. Kerzenheim 3. Ramsen - 3. Göllheim 1. Albisheim 2. Biedesheim 3. Bubenheim 4. Dreisen 5. Einselthum 6. Göllheim1 7. Immesheim 8. Lautersheim 9. Ottersheim 10. Rüssingen 11. Standenbühl 12. Weitersweiler 13. Zellertal | - 4. Kirchheimbolanden 1. Bennhausen 2. Bischheim 3. Bolanden 4. Dannenfels 5. Gauersheim 6. Ilbesheim 7. Jakobsweiler 8. Kirchheimbolanden1, 2 9. Kriegsfeld 10. Marnheim 11. Mörsfeld 12. Morschheim 13. Oberwiesen 14. Orbis 15. Rittersheim 16. Stetten - 5. Rockenhausen 1. Bayerfeld-Steckweiler 2. Bisterschied 3. Dielkirchen 4. Dörrmoschel 5. Gehrweiler 6. Gerbach 7. Gundersweiler 8. Imsweiler 9. Katzenbach 10. Ransweiler 11. Rathskirchen 12. Reichsthal 13. Rockenhausen1, 2 14. Ruppertsecken 15. Sankt Alban 16. Schönborn 17. Seelen 18. Stahlberg 19. Teschenmoschel 20. Würzweiler | - 6. Winnweiler 1. Börrstadt 2. Breunigweiler 3. Falkenstein 4. Gonbach 5. Höringen 6. Imsbach 7. Lohnsfeld 8. Münchweiler an der Alsenz 9. Schweisweiler 10. Sippersfeld 11. Steinbach am Donnersberg 12. Wartenberg-Rohrbach 13. Winnweiler1 |
| 1seat of the Verbandsgemeinde; 2town | | |